# Kondiaronk
Kondiaronk, Gaspar Soiaga, Souoias, Sastaretsi, (vers 1625 - 1701) est un chef wendat de la nation des Pétuns ou Tionontates de la fin du XVIIe siècle. L'acte de sa sépulture le désigne sous le nom de Gaspard Soiaga-dit-le-Rat.
Orateur brillant et redoutable stratège, il considère les Iroquois comme ennemis et il craint que ceux-ci attaquent sa nation. Malgré son opposition de longue date au christianisme, les Jésuites disent l'avoir converti au catholicisme sur son lit de mort. Les recherches actuelles rejettent généralement cette idée.

« Les Français le surnommaient Le Rat en raison des diverses ruses et de l'habileté qu'il était capable de déployer pour arriver à ses fins dans ses tractations avec les Iroquois, les Miamis, les Anglais et, bien entendu, avec eux-mêmes.  
Son décès survint alors qu'il participait, à Montréal, aux négociations de paix entre les Français et plus de 700 délégués amérindiens de plusieurs nations. Ses funérailles, qui eurent lieu à Montréal même le 3 août 1701, furent presque une cérémonie d'État. On fut unanime, en tous les cas, à reconnaître l'importance du personnage. Le lendemain, le 4 août, le traité de la Grande Paix de Montréal est signé. »

— Noms et lieux du Québec, ouvrage de la Commission de toponymie paru en 1994 et 1996

## Faits saillants

### Embuscade et fausses accusations avant le massacre de Lachine
Il joue un rôle important dans les événements qui précèdent le massacre de Lachine. L'historien François-Xavier Garneau relate une ruse de Kondiaronk et la fausse propagande qui suivit, lors des négociations entre les nations Autochtones et les Français :

« L'hiver (1687-1688) se passa en allées et venues et en conférences inutiles pour la paix, qui se prolongèrent dans l'été.[...] Il dressa une embuscade aux députés des diverses nations indiennes disposées à traiter ; les uns furent tués, les autres faits prisonniers. Il se vanta après ce coup d'avoir tué la paix. 
Quand ces derniers lui dirent le sujet de leur voyage, il fit semblant de montrer le plus grand étonnement, et leur assura que c'était Denonville qui l'avait envoyé à l'anse de la Famine pour les surprendre. Poussant la feinte jusqu'au bout, il les relâcha tous sur le champ, excepté un seul qu'il garda pour remplacer un de ses Hurons tués dans l'attaque. 
Il se rendit ensuite avec la plus grande diligence à Michilimackinac, où il fit présent de son prisonnier au commandant, M. de la Durantaye, qui ne sachant pas qu'on traitait avec les Iroquois, fit passer ce malheureux Sauvage par les armes. L'Iroquois protesta en vain qu'il était ambassadeur, le Rat fit croire à tout le monde que la crainte de la mort lui avait dérangé l'esprit. 
Dès qu'il eût été exécuté, le Rat fit venir un vieux Iroquois, depuis longtemps captif dans sa tribu, et lui donna la liberté pour aller apprendre à ses compatriotes, tandis que les Français amusaient leurs ennemis par des négociations, ils continuaient à faire des prisonniers et les massacraient. Cet artifice, d'une politique vraiment diabolique, réussit au gré de son auteur; car quoi qu'on parût avoir détrompé les Iroquois sur cette prétendue perfidie du gouverneur, ils ne furent pas fâchés d'avoir un prétexte pour recommencer la guerre. »

Le baron de Lahontan, qui s'était lié d'amitié avec Kondiaronk à  Michilimackinac, fournit un récit plus détaillé de cet épisode ainsi que de ses suites funestes dans sa Lettre XVII,.

### La Grande Paix de Montréal

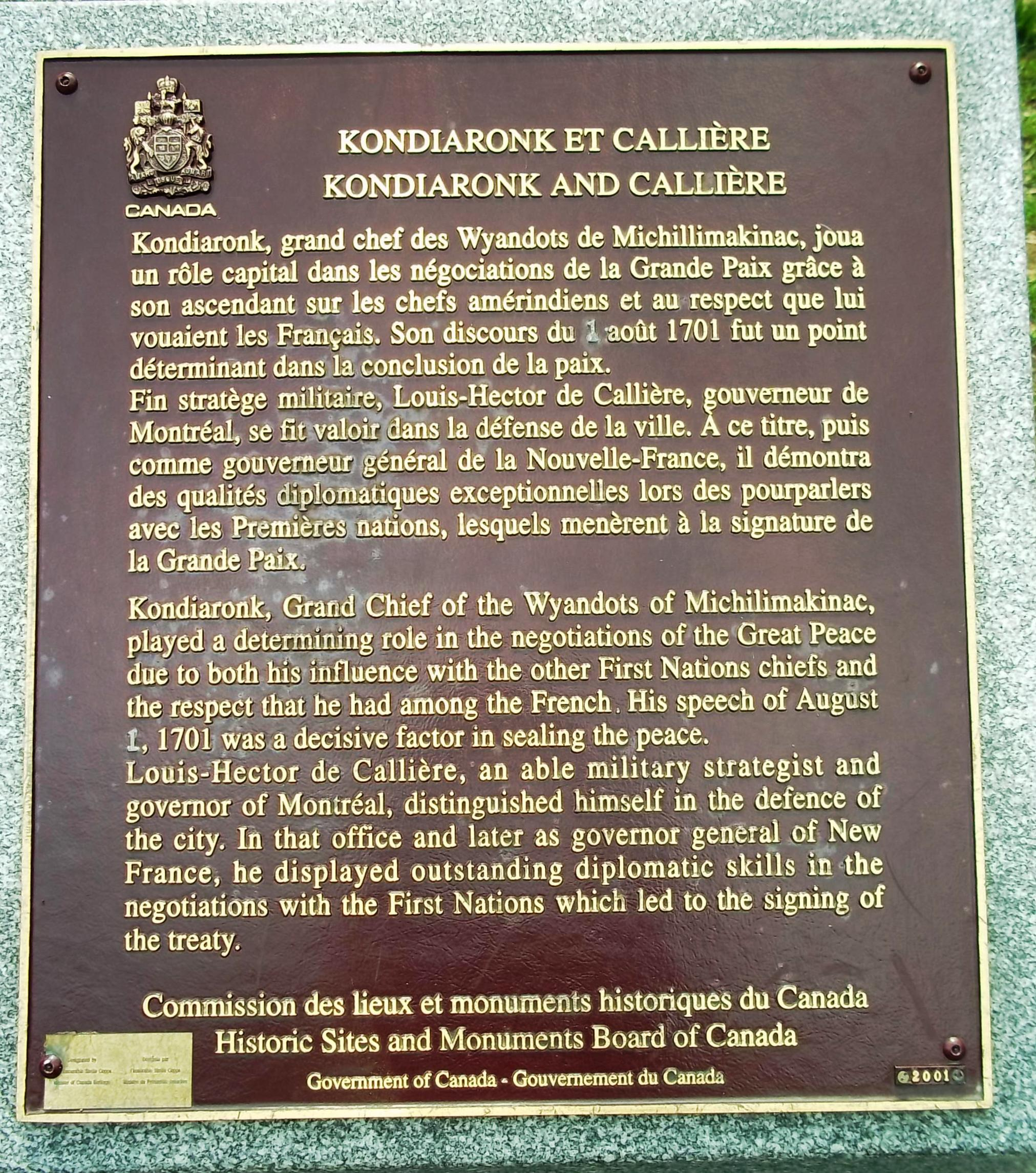
La plaque Kondiaronk et Callière souligne l'apport de Kondiaronk à la Grande Paix de Montréal.

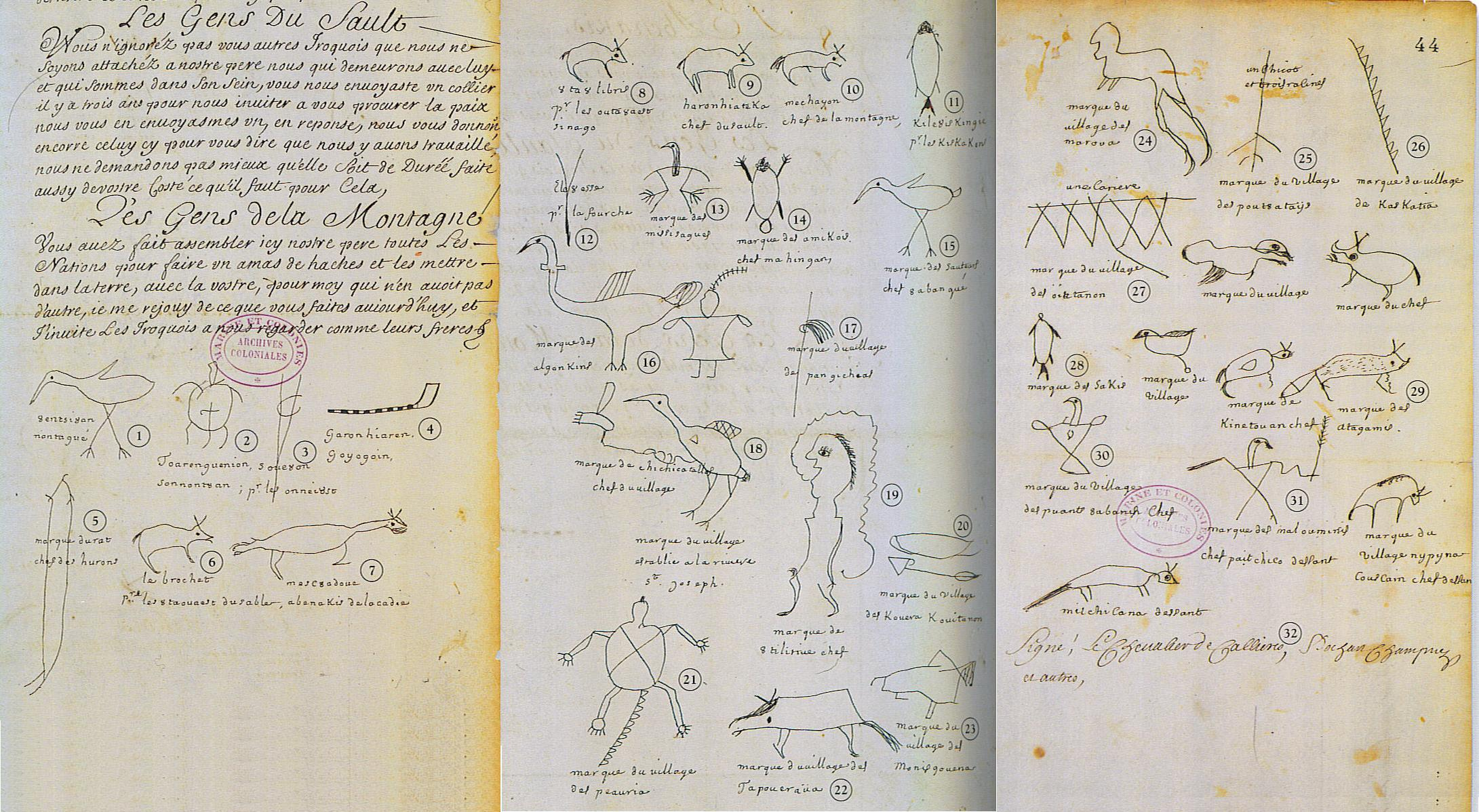
On signe pour lui le traîté de paix, car il meurt durant les négociations. La signature (5) se lit « Marque du Rat, chef des Hurons ».

Il joue un rôle capital auprès des artisans de la Grande Paix de Montréal, mais il meurt durant les négociations. Ses funérailles sont grandioses, son corps est inhumé sous l'église Notre-Dame de Montréal.
L'historien François-Xavier Garneau en écrit ceci :

« La consommation de ce traité fut accompagnée d'un événement qui fit une grande impression sur les esprits, et qui
fournit une nouvelle preuve du respect que le vrai patriote impose même à ses ennemis. Dans une des conférences
publiques, tandis qu'un des chefs hurons parlait, le Rat, ce célèbre Indien, dont le nom a déjà été cité plusieurs fois, se
trouva mal. On le secourut avec d'autant plus d'empressement qu'on lui avait presque toute l'obligation de ce
merveilleux concert et de cette réunion, sans exemple jusqu'alors, de tant de nations diverses pour la paix générale.
Quand il fut revenu à lui, ayant manifesté le désir de dire quelque chose, on le fit asseoir dans un fauteuil au milieu de
l'assemblée, et tout le monde s'approcha pour l'entendre. Il parla au milieu d'un silence profond. Il fit avec modestie et
avec dignité le récit de toutes les démarches qu'il avait faites pour amener une paix universelle et durable. Il appuya
beaucoup sur la nécessité de cette paix, et les avantages qui en reviendraient à toutes les nations, en démêlant avec une
adresse étonnante les intérêts des unes et des autres. Puis se tournant vers le gouverneur général, il le conjura de
justifier par sa conduite la confiance qu'on avait en lui. Sa voix s'affaiblissant, il cessa de parler. Doué d'une grande
éloquence et de beaucoup d'esprit, il reçut encore dans cette circonstance si grave et si imposante ces vifs
applaudissements qui couvraient sa voix chaque fois qu'il l'élevait dans les assemblées publiques, et qu'il arrachait
même à ses ennemis pour ainsi dire malgré eux.
Sur la fin de la séance, il se trouva plus mal. On le porta à l'Hôtel-Dieu, où il mourut sur les deux heures après minuit.
Les Hurons sentirent toute la perte qu'ils venaient de faire. Jamais Sauvage n'avait montré plus de génie, plus de valeur,
plus de prudence et plus de connaissance du cœur humain. Des mesures toujours justes, les ressources inépuisables de
son esprit, lui assurèrent des succès constants. Passionné pour le bien et la gloire de sa nation, ce fut par patriotisme qu'il
rompit, avec cette décision qui compte le crime pour rien, la paix que le marquis de Denonville avait contractée avec
les Iroquois contre ce qu'il croyait être les intérêts de ses compatriotes. Connaissant la politique et la force de ses
ennemis, peut-on blâmer ce chef barbare d'avoir employé les moyens dont il fit usage pour réussir, lorsque les peuples les plus civilisés proclament le principe qu'il suffit qu'un peuple soit moins avance qu'un autre pour que celui-ci ait droit de le conquérir.  
Le Rat (ou Kondiaronk son nom huron) brillait autant dans les conversations particulières que dans les assemblées
publiques, par son esprit et ses reparties vives, pleines de sel et ordinairement sans réplique. Il était le seul homme en
Canada qui pût, en cela, tenir tête au comte de Frontenac, qui l'invitait souvent à sa table; et il disait qu'il ne connaissait
parmi les Français que deux hommes d'esprit, ce gouverneur et le P. de Carheil. L'estime qu'il portait à ce Jésuite fut ce
qui le détermina, dit-on, à se faire chrétien.
Sa mort causa un deuil général; son corps fut exposé, et ses funérailles auxquelles assistèrent le gouverneur, toutes les
autorités, et les envoyés des nations indiennes qui se trouvaient à Montréal, se firent avec une grande pompe et les
honneurs militaires. Il fut inhumé dans l'église paroissiale. L'influence et le cas que l'on faisait de ses conseils parmi sa
nation étaient tels, qu'après la promesse que M. de Callières avait faite à ce chef mourant de ne jamais séparer les
intérêts de la nation huronne de ceux des Français, les Hurons gardèrent toujours à ceux-ci une fidélité inviolable. »

## Hommages

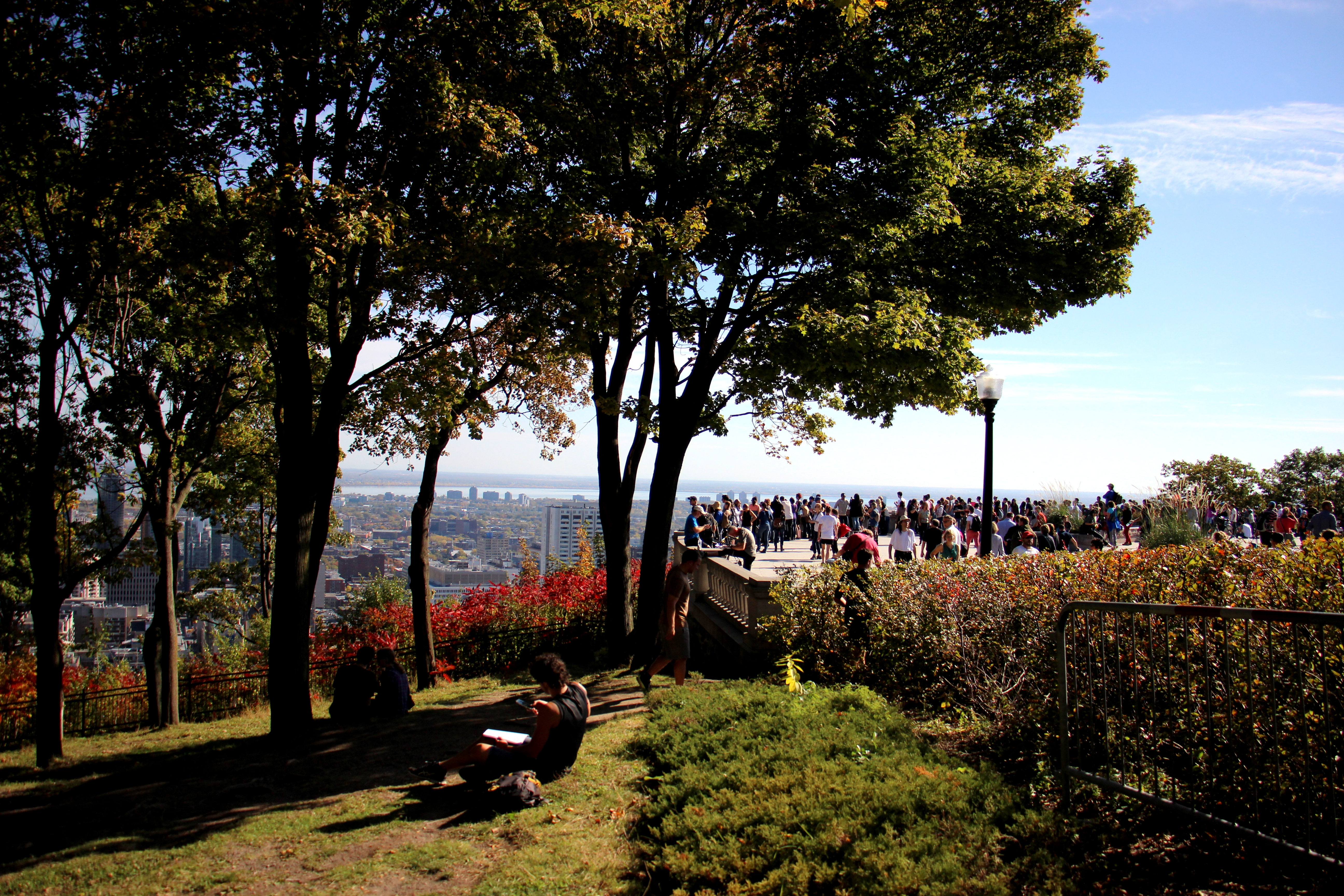
Le belvédère Kondiaronk, Montréal

- Le belvédère Kondiaronk devant le chalet du parc du Mont-Royal, le plus important belvédère du parc du Mont-Royal à Montréal, est nommé en son honneur depuis le 21 juin 1997[9].
- Une salle communautaire est nommée en son honneur dans la communauté wendat de Wendake, près de la ville de Québec.
- Le nom du canton Kondiaronk dans la région de l'Outaouais, dans la MRC de La Vallée-de-la-Gatineau dans la réserve faunique La Vérendrye[10].
- Lac Kondiaronk 46° 55′ 57″ N, 76° 45′ 25″ O
- Pont Kondiaronk (non retenu) fut proposé par Ronald Rudin, historien de l’Université Concordia, pour nommer le Pont Champlain de remplacement. « Sur quatre liens entre Montréal et la Rive-Sud, il serait bien d’en nommer un en l’honneur d’un autochtone[11]. »
- Rue de l'Homme-Célèbre (Kondiaronk) à Stoneham-et-Tewkesbury, Québec[12]. 46° 51′ 24″ N, 71° 21′ 10″ O
- KONDIARONK est le nom d'un corps de cadets de la marine situé dans l'ancienne ville de Loretteville (fusionné avec Québec) située près de Wendake